# Cnemolia schoutedeni
Espèce
Cnemolia schoutedeni est une espèce de coléoptères de la famille des Cerambycidae. Elle est décrite par Breuning en 1935.